# کولان (افغانستان)
کولان (به لاتین: Kulan) یک منطقهٔ مسکونی در افغانستان است که در ولسوالی ارغنج‌خواه واقع شده‌است.